# Munitions- und Sprengstoffwerk Malchow
Das ehemalige Munitions- und Sprengstoffwerk bei Malchow, Tarnname Albion, wurde ab 1938 für die Gesellschaft m. b. H. zur Verwertung chemischer Erzeugnisse (Verwertchemie) errichtet, einer Tochter der Dynamit AG (DAG), die auch weitere Sprengstoffwerke betrieb. Das Werk ging Ende 1939 in Betrieb und produzierte bis 1945 Zündpillen, Sprengkapseln, Sprengschnüre und vor allem den Sprengstoff Nitropenta.

## Geschichte
Für den Standort einer Rüstungsfabrik galt die strukturschwache und abseits gelegene Region in der Mecklenburger Seenplatte als ideal. Das 360 ha große Werksgelände war abgelegen, preiswert und durch den Wald gut getarnt. Eine gute verkehrstechnische Anbindung war durch die Bahnstrecke Karow–Malchow–Waren gegeben. Für die Versorgung der Chemiefabrik mit Wasser dienten der Plauer und der Petersdorfer See im Zuge der Elde-Müritz-Wasserstraße.
Das Werk selbst wurde nach Kriegsende durch die Sowjetarmee zunächst grob demontiert und die Maschinen und Werkseinrichtungen wurden als Reparationen in die Sowjetunion gebracht. Von 1948 bis 1952 wurde große Teile der Anlagen systematisch zerstört bzw. gesprengt.

## Arbeitskräfte
1939 wurden 288 Arbeitskräfte beschäftigt, 1941 arbeiteten ca. 2030 Personen, 1943 ca. 4939 Personen und 1945 ca. 5299 Menschen in dem Werk. Wegen des hohen Bedarfs an Soldaten für den Fronteinsatz wurden im Werk anfänglich etwa so viele Zwangsarbeiter wie reguläre Arbeitskräfte und ab 1943 zusätzlich Häftlingsfrauen aus dem Konzentrationslager Ravensbrück eingesetzt.

## Das Werk heute
Heute lässt sich die Struktur des Werkes im Wald nur noch erahnen. Das ehemalige Werksgelände ist heute ein Refugium der Natur, in vielen Ruinen leben Fledermäuse. Neben den Bunkern und Ruinen sind die Zwangsarbeiterunterkünfte, der für das Werk stark ausgebaute Bahnhof und das Wasserwerk, das Verwaltungsgebäude sowie Teile der Betriebswohnungen erhalten.